# Sphenocichla roberti
Sphenocichla roberti là một loài chim trong họ Timaliidae.